# Peter Steudtner

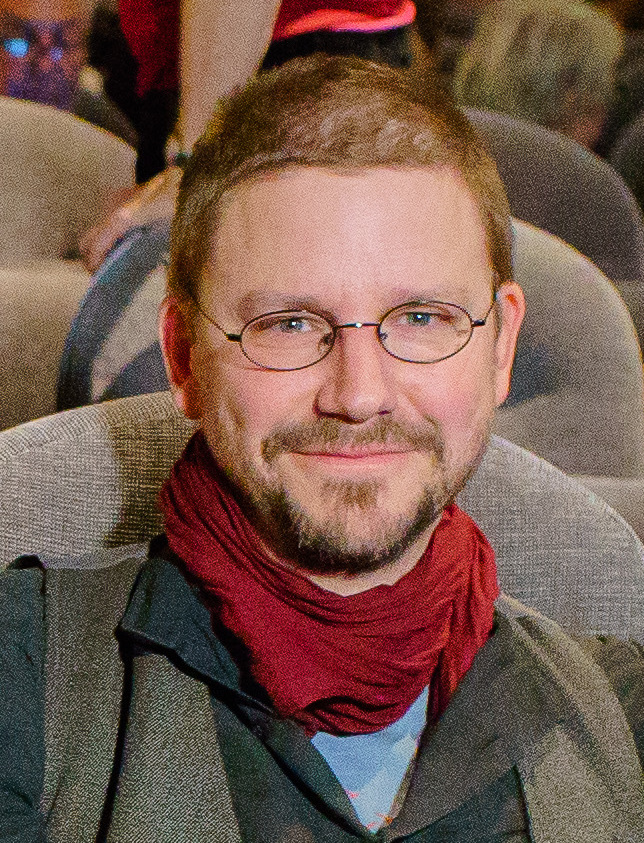
Peter Steudtner, 2018

Peter Steudtner (* 1971 in West-Berlin) ist ein deutscher Politologe, Menschenrechtsaktivist und Dokumentarfilmer. Er wurde am 5. Juli 2017 zusammen mit seinem schwedischen Kollegen sowie acht Vertretern verschiedener türkischer Menschenrechtsorganisationen von einer Sondereinheit der türkischen Polizei festgenommen. Nach zwei Wochen in Polizeigewahrsam wurden vier der zehn Festgenommenen freigelassen; gegen Steudtner und die übrigen fünf wurde Untersuchungshaft verhängt. Die türkische Justiz wirft ihm vor, eine bewaffnete Terrororganisation unterstützt zu haben.
Am 21. Juli 2017 wurden gegen die vier zuvor Freigelassenen erneut Haftbefehle ausgestellt, zwei blieben auf freiem Fuß, zwei wurden in Untersuchungshaft genommen.
Einen Einspruch gegen die Untersuchungshaft nebst Antrag auf Freilassung lehnte die türkische Justiz Anfang August 2017 ab.
Die Anklage, erhoben am 8. Oktober 2017, stützt sich auf einen anonymen Zeugen; Steudtner habe einen Umsturz vorbereitet. Ihm drohen fünf bis zehn Jahre Haft.
Am 25. Oktober 2017 begann der Prozess gegen Steudtner und zehn andere Angeklagte; Steudtner beteuerte seine Unschuld. Die türkische Staatsanwaltschaft beantragte überraschend, die Untersuchungshaft für die 10 Angeklagten aufzuheben. Dies tat das Gericht, zwei der türkischen Menschenrechtler kamen unter Auflagen, alle anderen, darunter die beiden ausländischen Staatsbürger Steudtner und Ali Gharavi, ohne Auflagen frei.

## Leben
Steudtner schloss sein Studium der Politologie an der FU Berlin mit dem Schwerpunkt „gewaltfreie Konfliktbearbeitung“ bei Theodor Ebert ab. Seitdem arbeitet er im Zusammenhang der internationalen Menschenrechts- und Kooperationsarbeit für verschiedene Träger. Er betreute Projekte des INKOTA-Netzwerkes, ist Trainer für gewaltfreie Konfliktbearbeitung und Menschenrechtsthemen und aktives Mitglied der Gethsemanegemeinde in Berlin-Prenzlauer Berg. Bei gewaltfrei handeln e. V. ist er seit 2003 Trainer für gewaltfreie Konfliktbearbeitung. Dort leitet er u. a. Kurse für Friedensfachkräfte. Er arbeitete auch als Dokumentarfilmer und wirkte an einem Handbuch „Holistische Sicherheit“ für Sicherheit von NGO-Mitarbeitern mit. Er begleitete Menschenrechtsaktivisten in Mosambik, Kenia und Angola.
Steudtner arbeitete bereits in Palästina, Nepal, Mosambik und anderen Krisengebieten.
Er hat mit der aus Innsbruck stammenden Soziologin Magdalena Freudenschuss zwei Kinder und lebt mit ihr in Berlin.

## Verhaftung in der Türkei
Steudtner wurde angefragt, einen gemeinsamen Workshop verschiedener türkischer Menschenrechtsorganisationen, darunter der türkischen Sektion von Amnesty International zu begleiten. Zusammen mit seinem Freund Ali Garavi und Kollegen aus Schweden sagte er zu und reiste im Sommer 2017 in die Türkei, um zu den Themen IT-Sicherheit und Umgang mit Stress und Trauma zu referieren.
Der Workshop lief bereits zwei Tage, als türkische Polizisten am 5. Juli 2017 gegen 10 Uhr den Tagungsort im Ascot-Hotel auf der Istanbuler Prinzeninsel Büyükada stürmten. Sie beschlagnahmten die Telefone und Computer der Teilnehmer und nahmen Steudtner, Garavi und die acht Workshop-Teilnehmer fest. Unter den acht festgenommenen türkischen Workshopteilnehmern waren einige der bekanntesten Menschenrechtler der Türkei: İdil Eser, die Direktorin von Amnesty International in der Türkei, Özlem Dalkiran, Mitgründerin von Helsinki Citizens Assembly und die Frauenrechtlerin İlknür Üstün.
Ali Garavi und Peter Steudtner wurden zunächst in der Polizeistation von Büyükada festgehalten; die acht Workshopteilnehmer wurden in ein anderes Gefängnis nach Istanbul gebracht. Rund zehn Tage später verhängte ein Richter gegen sechs der zehn Beschuldigten Untersuchungshaft: Steudtner, Garavi, Eser und drei weitere Teilnehmer des Workshops. In der Türkei kann eine Untersuchungshaft bis zu fünf Jahren dauern.
Peter Steudtner und sein schwedischer Kollege Ali Garavi wurden am 1. August 2017 in die Strafvollzugsanstalten Silivri verlegt. Drei Tage lang wurden sie dort in Einzelhaft gehalten. Einsprüche gegen deren Untersuchungshaft wurden wenige Tage später seitens der türkischen Justiz abgelehnt. Mitte August 2017 wurde die Einzelhaft für beide aufgehoben.

## Gründe der Verhaftung

### In türkischen Medien genannte Gründe
Den Verhafteten wurde die Unterstützung einer bewaffneten terroristischen Vereinigung vorgeworfen. Die türkische Tageszeitung Akşam meldete unter Berufung auf Sicherheitskreise, dass im Zusammenhang mit „der Planung von Unruhen ermittelt wird“. Die Teilnehmer sollen „Szenarien durchgespielt haben, wie man von Istanbul aus eine Aktion starten und auf das gesamte Land übertragen kann“. In einem weiteren Artikel der turkishpress.de wird als Begründung des Zugriffs genannt, es sei ein „konspiratives Treffen“ gewesen, um einen „Chaos-Plan für die Türkei zu entwerfen“.
Die islamisch-konservative Zeitung Yeni Akit schrieb, dass „die Inhaftierten Kontakte zu Personenkreisen pflegten, die in Verbindung mit der Fethullahistischen Terrororganisation (FETÖ) stehen sollen“. Zudem sollen laut turkishpress.de „diese Kreise das Handy-App ‚ByLock‘ verwendet haben; ein Indiz für die türkische Justiz, dass diese Personen verschlüsselte Nachrichten mit der FETÖ ausgetauscht haben könnten“. Auch sollen laut turkishpress.de Datenbestände aufgetaucht sein, die „als ‚Geheim‘ oder ‚Vertraulich‘ eingestuft sind und aus den Beständen des türkischen Nachrichtendienstes oder der Ministerien stammen“.

### In deutschen Medien genannte Gründe
In deutschen Medienberichten sind – neben der Nennung von Haftgründen – auch distanzierende Wertungen zu finden. Die Online-Ausgabe der Süddeutschen Zeitung berichtete, Peter Steudtner und fünf andere Teilnehmer stünden „unter Terrorverdacht“ und bezweifelt eine solche Inhaftierungsbegründung: „Terrorverdacht, weil Menschenrechtler darüber sprechen, wie sie geheim kommunizieren können?“
Laut der Süddeutschen behauptete das „Regierungsblatt“ Sabah „angebliche Belege für den Terrorverdacht“. So habe „Amnesty-Direktorin İdil Eser (…) beispielsweise in regelmäßigem Kontakt mit Taner Kılıç gestanden, was wenig verwunderlich“ sei, „denn Kılıç ist Landesvorsitzender bei Amnesty“. Dieser gehöre – so der Vorwurf der Justiz – zur Bewegung von Fetullah Gülen. Die Süddeutsche zitierte Meriç Eyüboğlu, einen der Anwälte der Menschenrechtler: „Von Anfang an erleben wir einen Prozess der Absurditäten.“

## Anklage und Freilassung
Anfang Oktober 2017 erhob die türkische Staatsanwaltschaft Anklage gegen Steudtner und die anderen neun Menschenrechtsaktivisten. Sie fordert Medienberichten zufolge 15 Jahre Haft. Ihm wird die Mitgliedschaft in einer Terrororganisation vorgeworfen. Der deutsche Bundesaußenminister Sigmar Gabriel (SPD) kritisierte die Haftforderung als „vollkommen unverständlich und nicht akzeptabel“. Die Terrorvorwürfe gegen Steudtner seien „absolut nicht nachvollziehbar“.
Der Prozess begann am 25. Oktober 2017. Die Staatsanwaltschaft beantragte die Freilassung Steudtners aus der Untersuchungshaft mit Auflagen. In der Nacht zum 26. Oktober ordnete ein Gericht die sofortige Freilassung Steudtners gegen eine Kaution, aber ohne weitere Auflagen, an. Mit Ausnahme von Taner Kılıç wurden auch die anderen Angeklagten, teils unter Auflagen, aus der Untersuchungshaft entlassen. Hierfür war maßgeblich ein vertrauliches Gespräch zwischen Gerhard Schröder und Erdogan verantwortlich. Das Verfahren wird am 22. November fortgesetzt.
Anfang Dezember 2017 wurde bekannt, dass auch Kanzleramtschef Peter Altmaier im Oktober 2017 zu Geheimverhandlungen über die Freilassung Steudtners und anderer deutscher Staatsbürger in die Türkei gereist war. Altmaiers Zusagen an die Türkei hätten nach Berichten des Spiegels den Durchbruch für Steudtner gebracht, jedoch verheimlichte die Bundesregierung auf eine entsprechende Anfrage mit Verweis auf das „Staatswohl“, was der türkischen Regierung für die Freilassung Steudtners durch Altmaier versprochen wurde.

## Hintergrund und Reaktionen
Steudtner ist der zehnte deutsche Staatsbürger, der nach dem Putschversuch in der Türkei (Juli 2016) festgenommen wurde. Deniz Yücel, Meşale Tolu und andere deutsche Staatsbürger sitzen oder saßen wegen ähnlicher Anschuldigungen in der Türkei in Untersuchungshaft.
Steudtners Lebensgefährtin wies die Terrorvorwürfe scharf zurück: „Diese Unterstellungen sind total absurd. […] Sie sind fast das Gegenteil dessen, wofür Peter und Ali und die anderen Menschenrechtsverteidiger mit ihrer Arbeit stehen: für Gewaltfreiheit, für den Einsatz für Menschenrechte.“
Amnesty International rief die internationale Staatengemeinschaft zum Handeln auf. Alle Staats- und Regierungschefs seien gefordert, Druck auszuüben, damit Idil Eser und die anderen Menschenrechtler sofort und bedingungslos freigelassen würden, sagte der Generalsekretär von Amnesty International in Deutschland, Markus Beeko.
Das US-Außenministerium verurteilte am 6. Juli 2017 die Festnahmen und forderte die sofortige Freilassung. Außerdem verlangte es die Aufhebung der Regelungen des Ausnahmezustands, die eine Verfolgung von Personen erleichtert.
Auf dem G20-Gipfel in Hamburg am 7. und 8. Juli 2017 hatten die teilnehmenden Regierungschefs und hochrangige Mitarbeiter Gelegenheit zu Gesprächen über die Lage in der Türkei.
Die deutsche Bundesregierung äußerte sich öffentlich, nachdem Steudtner in Untersuchungshaft genommen worden war und sich nicht mehr in Polizeigewahrsam befand. Regierungssprecher Steffen Seibert sagte am 18. Juli 2017, Steudtner sitze ungerechtfertigt in türkischer Haft. Die Bundesregierung werde sich „auf allen Ebenen für ihn einsetzen“.
SPD-Kanzlerkandidat Martin Schulz forderte Kanzlerin Angela Merkel (CDU) zu deutlichen Worten gegenüber dem türkischen Präsidenten Erdoğan auf. Die Grenze dessen, was man tolerieren könne, sei überschritten und man könne nun zu den Vorgängen nicht mehr schweigen. „Herr Erdoğan ist dabei, den Rechtsstaat abzubauen.“
Merkel verurteilte kurz darauf Steudtners Inhaftierung scharf und forderte seine Freilassung. Sie sagte unter anderem: „Wir sind der festen Überzeugung, dass diese Verhaftung absolut ungerechtfertigt ist. […] Wir werden seitens der Bundesregierung alles tun, auf allen Ebenen, um seine Freilassung zu erwirken.“ Dies sei ein weiterer Fall, in dem unbescholtene Menschen in die Mühlen der Justiz gerieten, und „ein Grund zu allergrößter Sorge“.
Cem Özdemir (Bündnis 90/Die Grünen) sagte, in der Türkei gelte „keine Rechtssicherheit, für niemanden“. Die Türkei sei auf gute wirtschaftliche Beziehungen zur EU angewiesen; die Verhaftungen schadeten auch der türkischen Wirtschaft.
Auch der Friedensbeauftragte des Rates der Evangelischen Kirche in Deutschland, Renke Brahms, forderte die sofortige Freilassung Steudtners und der anderen Teilnehmer des Workshops: „Steudtner hat sich als Friedensarbeiter in vielen Regionen der Welt immer wieder für die Zivilgesellschaft und eine zivile Konfliktlösung eingesetzt, so auch für Brot für die Welt oder andere Friedensverbände.“
Am 19. Juli 2017 wurde der Botschafter der Türkei in Deutschland in das Auswärtige Amt einbestellt. Außenminister Sigmar Gabriel unterbrach seinen Urlaub wegen der Verhaftungen und um mit dem Botschafter zu sprechen. Der Sprecher des Außenministeriums sagte, es sei abwegig, einen Mann, der beruflich und privat bislang wenig mit der Türkei zu tun gehabt habe, mit Terrorismus-Vorwürfen in Verbindung zu bringen.
Volker Rühe (CDU) forderte am 19. Juli Kanzlerin Merkel auf, ein Ende der EU-Beitrittsgespräche und Wirtschaftssanktionen ins Auge zu fassen. Er sagte: „Wir müssen jetzt ein klares Stoppschild errichten, und da ist auch die Kanzlerin gefordert. … Ein Land, in dem man fünf Jahre lang in Untersuchungshaft eingesperrt werden kann, ohne eine Anklage, das ist doch kein Partner. Und deswegen mein Appell an die Beteiligten in der Bundesregierung, zu gemeinsamem Handeln gegenüber der Türkei zu kommen.“ Rühes Vorstoß gilt auch als bemerkenswert, weil Rühe jahrelang zur Minderheit in der CDU gehörte, die sich eine Vollmitgliedschaft der Türkei in der EU vorstellen konnte.
Am 20. Juli 2017 gab Gabriel abgestimmt mit Merkel eine ausführliche Stellungnahme zu den deutsch-türkischen Beziehungen ab. Er sagte darin:

„Steudtner ist kein Türkei-Experte, er ist wohl überhaupt nur zum ersten Mal in die Türkei gereist, hat weder über die Türkei geschrieben noch enge Kontakte in die türkische Politik, Opposition oder Zivilgesellschaft, geschweige wäre er jemals als Kritiker der Verhältnisse in der Türkei aufgefallen.
Und doch sind am 5. Juli Sondereinheiten der türkischen Polizei mitsamt Sonder-Staatsanwälten in das Seminar geplatzt und haben alle zehn Teilnehmer unter dem Vorwurf der Unterstützung von Terrorismus verhaftet. Nach zwei unendlich langen Wochen in Polizeigewahrsam ist nun sogar wegen der gleichen Vorwürfe Untersuchungshaft gegen Peter Steudtner und fünf weitere Teilnehmer des Seminars verhängt worden.
Die Vorwürfe sind offensichtlich unsubstantiiert und an den Haaren herbeigezogen. […]
Wir halten den Freiheitsentzug für unverhältnismäßig und nicht rechtmäßig. Wir müssen in jedem Fall um den völkerrechtlich zustehenden Anspruch auf konsularischen Zugang kämpfen.
Die Fälle von Peter Steudtner, Deniz Yücel und Mesale Tolu stehen beispielhaft für die abwegigen Vorwürfe von ‚Terrorpropaganda‘, die offensichtlich dazu dienen, jede kritische Stimme zum Schweigen zu bringen, derer man habhaft werden kann, auch aus Deutschland.
Und sie stehen für ein Unrecht, das jeden treffen kann.
Der Fall Peter Steudtner zeigt, dass deutsche Staatsbürger in der Türkei vor willkürlichen Verhaftungen nicht mehr sicher sind. Wir können daher gar nichts anders als unsere Reise- und Sicherheitshinweise für die Türkei anzupassen und die Deutschen wissen zu lassen, was ihnen geschehen kann, wenn sie in die Türkei reisen. […]
Wir fordern die Freilassung von Peter Steudtner, Deniz Yücel und Mesale Tolu, ungehinderten konsularischen Zugang und zügige, faire Verfahren für sie und die anderen Deutschen, denen politische Straftaten zur Last gelegt werden.
Wir erwarten eine Rückkehr zu europäischen Werten, zu Respekt vor der Meinungs-, Presse- und Kunstfreiheit.“

In einer ersten Reaktion begrüßte der Vorsitzende der Türkischen Gemeinde in Deutschland, Gökay Sofuoglu, die seitens Gabriel angekündigte Neuausrichtung der Türkei-Politik. Gleichwohl warnte er davor, zu sehr auf Konfrontation zu gehen: Dies würde Erdoğan stärken.
Weiterhin am 20. Juli erklärte die schwedische Außenministerin Margot Wallström, „in enger Kooperation mit Deutschland“ an dem Fall zu arbeiten. Sie forderte von der Türkei eine „unverzügliche Klarstellung der Gründe“ für die Inhaftierung des zusammen mit Steudtner festgenommenen schwedischen Staatsbürgers Ali Garawi’yi. Schwedens Regierung sei „sehr besorgt“ über die jüngsten Entwicklungen in der Türkei, insbesondere hinsichtlich „Demokratie, Respektierung der Menschenrechte und gesetzlichen Regularien“.
Österreichs Bundeskanzler Kern kritisierte am selben Tage die Verhaftungen in der Türkei als „völlig inakzeptabel“. Außenminister Kurz verurteilte die jüngste Verhängung der Untersuchungshaft. Sein Ministerium passte seine Reisehinweise für die Türkei den deutschen Verschärfungen an.
Ebenfalls am 20. Juli bestritt das türkische Außenministerium, Deutschland sei die konsularische Betreuung Steudtners verwehrt worden. Der deutschen Regierung wurde „direkte Einmischung“ in Belange der türkischen Justiz vorgeworfen; dies sei laut der türkischen Verfassung unstatthaft. In den Verlautbarungen der deutschen Regierung zeige sich zum wiederholten Male eine Doppelmoral: Terroristen, die die Türkei bedrohten, würden davor geschützt, vor Gericht gestellt zu werden.
In der Berliner Gethsemanekirche, deren Gemeinde Steudtner angehört, wurde am 20. Juli 2017 eine Andacht für ihn abgehalten. Daran nahm auch Propst Christian Stäblein teil. In der Kunstfabrik Schlot fand ein Solidaritätskonzert statt.
Am 21. Juli wurde berichtet, der türkische Ministerpräsident Yıldırım habe sich für eine Deeskalation ausgesprochen. Es bringe keiner Seite etwas, wenn die Beziehungen geschädigt würden. Zudem veröffentlichte das türkische Außenministerium eine ausführlichere Verlautbarung, in der zunächst betont wurde, dass „Deutschland ein befreundeter Staat und ein Alliierter sei, mit dem man historisch verbunden“ sei. Während einerseits aber türkischen Ministern und Parlamentariern Treffen mit türkischen Bürgern in Deutschland verwehrt werde, würden andererseits deutsche Behörden darauf beharren, dass ihre Parlamentarier, „die eng mit terroristischen Organisationen verbunden“ seien, das Recht hätten, jederzeit türkische Militärbasen zu besuchen. Außenminister Gabriel verwende zudem „eine bedrohliche Sprache“. Bezogen auf die Verschärfung der Reisehinweise des Auswärtigen Amtes sei offensichtlich, dass „deutsche Gäste, die die Türkei als Touristen besuchten, (seitens der Türkei) nicht mit jenen gleichgesetzt würden, gegen die (juristische) Anschuldigungen erhoben würden“. Die Verlautbarung endet mit den Worten: „Wir möchten Deutschland weiterhin als Alliierten und befreundeten Staat ansehen.“
Am Abend des 21. Juli wurden gegen vier der zunächst festgenommenen und danach freigelassenen Personen erneut Haftbefehle ausgestellt. Es handele sich dabei konkret um Nalan Erkem, Seyhmus Özbekli, Nejat Tastan und Ilknur Ustun.
Am 22. Juli richtete Außenminister Gabriel einen Brief an die türkeistämmigen Menschen in Deutschland, der unter anderem in der Bildzeitung veröffentlicht wurde. Darin warb er um Verständnis für die von der Bundesregierung ergriffenen Maßnahmen. Zugleich betonte er: „Sie, die türkischstämmigen Menschen in Deutschland, gehören zu uns – ob mit oder ohne deutschen Pass.“
Am 25. Juli 2017 trafen sich in Brüssel die EU-Außenbeauftragte Federica Mogherini und der EU-Erweiterungskommissar Johannes Hahn mit dem türkischen Außenminister Çavuşoğlu. Vor dem Treffen hatte Erdoğan Deutschland Spionage vorgeworfen und ein Einlenken im Streit um die Inhaftierten abgelehnt.
In der Bundespressekonferenz vom 26. Juli 2017 betonte der Sprecher des Auswärtigen Amts, Martin Schäfer, dass Steudtner „keines Wortes der türkischen Sprache mächtig“ sei und es „offensichtlich mit einem mittelmäßigen Übersetzer zu tun gehabt“ habe. Gleichwohl würde das, was Steudtner „in einer hochnotpeinlichen Vernehmung durch zuständige Vernehmungsbeamte oder Staatsanwälte sagen musste, in der Türkei in die Öffentlichkeit gezerrt“. Man lese „in den türkischen Medien Auszüge, Faksimile, Fotokopien aus der Vernehmung mit Herrn Steudtner“, was „wirklich schwer erträglich“ sei.
Anfang Oktober 2017 verschlechterten sich auch die diplomatischen Beziehungen zwischen den USA und der Türkei weiter.
Ein türkisches Gericht hat eine Reporterin des Wall Street Journal in Abwesenheit zu 25 Monaten Haft verurteilt.
Die Bundesregierung lehnte im November eine Anfrage der Partei 'Die Linke' „aus Staatswohlgründen“ ab.
Am 5. Dezember 2017 wurde Steudtner mit dem ersten Friedenspreis der Quäker-Hilfe Stiftung ausgezeichnet. Die Laudatio hielt Wolfgang Thierse.
Am 21. November 2018 war Peter Steudtner Gastredner im Kommentargottesdienst zum Buß- und Bettag in der Erlanger Hugenottenkirche. Er wurde mit dem Menschenrechtspreis der Evangelisch-Reformierten Kirchengemeinde Erlangen ausgezeichnet, der zum zweiten Mal vergeben wurde.
Die Laudatio hielt Heiner Bielefeldt, Lehrstuhlinhaber für Menschenrechte und Menschenrechtspolitik an der Friedrich-Alexander-Universität Erlangen-Nürnberg.

## Prozess und Freispruch
Der erste Prozesstermin nach der Freilassung Steudtners, dessen Verfahren in seiner Abwesenheit stattfand, wurde auf den 31. Januar 2018 festgesetzt. Während des Verfahrens versuchten die türkischen Behörden, die Daten auf den während der Verhaftung sichergestellten Computern zu entschlüsseln, was laut den Ergebnissen einer Auswertung der zurückgegebenen Geräte jedoch misslang. Im Juli 2020 wurde Peter Steudtner freigesprochen.

## Schriften (Auswahl)
- Die soziale Eingliederung von Kindersoldaten: Konzepte und Erfahrungen aus Mosambik. Berghof-Forschungszentrum für Konstruktive Konfliktbearbeitung, Berlin 2001, ISBN 978-3-927783-43-0 (Online [PDF; 453 kB]).